# Moca ancistrota
Moca ancistrota is een vlinder uit de familie van de Immidae. De wetenschappelijke naam van de soort is voor het eerst geldig gepubliceerd in 1912 door Edward Meyrick.